# Tolkien (pel·lícula)
Tolkien és una pel·lícula biogràfica de 2019, dirigida per Dome Karukoski i escrita per David Gleeson i Stephen Beresford. Relata la vida del professor d'anglès, filòleg i escriptor J. R. R. Tolkien, autor de El Hobbit, El Senyor dels Anells i El Silmarillion, entre altres llibres, així com de notables treballs acadèmics. La pel·lícula és protagonitzada per Nicholas Hoult i Lily Collins.
Tolkien va ser estrenada a Regne Unit el 3 de maig de 2019 i als Estats Units el 10 de maig de 2019, per Walt Disney Studios Motion Pictures a través de Fox Searchlight Pictures.

## Argument
Un jove Tolkien explorarà la recerca de l'amistat, l'amor i la inspiració artística entre un grup d'estudiants inquiets. Durant l'esclat de la Guerra Mundial, aquesta associació d'interessants estudiants es veu emmerletada. Totes aquestes experiències portaran a Tolkien a escriure les seves novel·les basades en la Terra Mitjana, "El Senyor dels Anells" i "El Hobbit".

## Repartiment
- Nicholas Hoult com a J. R. R. Tolkien
  - Harry Gilby com el jove J. R. R. Tolkien
- Lily Collins com Edith Bratt, amor de tota la vida i més tard esposa de Tolkien, qui va servir d'inspiració per a alguns personatges dels seus llibres més famosos.
  - Mimi Keene com la jove Edith Tolkien.
- Tom Glynn-Carney com Christopher Wiseman.
  - Ty Tennant com el jove Christopher Wiseman.
- Anthony Boyle com Geoffrey Bache Smith.
  - Adam Bregman com el jove Geoffrey Bache Smith.
- Patrick Gibson com Robert Q. Gilson 
  - Albie Marber com el jove Robert Q. Gilson
- Colm Meaney com el pare Francis Morgan.
- Genevieve O'Reilly com Mabel Suffield, mare de Tolkien.
- Craig Roberts com Sam, amb qui Tolkien serveix durant la Primera Guerra Mundial, els horrors de la qual amenacen amb destrossar la "comunitat".
- Derek Jacobi com Joseph Wright.
- James MacCallum com Hilary Tolkien, germà menor de J. R. R. Tolkien 
  - Guillermo Bedward com el jove Hilary Tolkien.
- Pam Ferris com la senyora Faulkner.

## Estrena
La pel·lícula va ser estrenada a Regne Unit el 3 de maig de 2019 i als Estats Units el 10 de maig de 2019.